# Ágii Déka (Héraklion)
Ágii Déka, en grec moderne : Άγιοι Δέκα, est un village du dème de Gortyne, dans le district régional de Héraklion, de la Crète, en Grèce. Selon le recensement de 2011, la population d'Ágii Déka compte 785 habitants. Le village est situé à une altitude de 170 mètres. 
La localité occupe l'emplacement de la cité antique d'Aulon (en),. Le village est mentionné en 1583, sous le nom d'Agius Dheca, comptant 308 habitants.
Oscar Wilde a écrit en 1877 un poème, Santa Decca, titré d'après le village et sa montagne.